# 茶臉鶉
茶脸鹑（学名：Rhynchortyx cinctus），是鸡形目齿鹑科的一种鸟类，属于单型的茶脸鹑属（学名：Rhynchortyx）。
茶脸鹑体重约150克，翼长约11.02厘米，喙宽度约7.9毫米，喙厚度约11.1毫米，嘴峰长约15.5毫米，跗蹠长约31.6毫米，尾长约45.6毫米。
茶脸鹑是留鸟，栖息在森林，它们是植食性动物。

## 亚种
- Rhynchortyx cinctus pudibundus，分布在洪都拉斯东北部和尼加拉瓜东部。
- Rhynchortyx cinctus cinctus，分布在哥斯达黎加和巴拿马。
- Rhynchortyx cinctus australis，分布在哥伦比亚和厄瓜多尔的西北部。[4]